# Galeria Dekada w Żyrardowie
Galeria Dekada w Żyrardowie – największe centrum handlowe w Żyrardowie, znajdujące się w centrum miasta przy ulicy 1 Maja 40. 

## Opis budynku
Budynek został wybudowany w miejscu dawnego kina „Słońce”, w latach 2011-2012. Budynek został zaprojektowany tak, by wpisywać się w charakter poindustrialny Żyrardowa. Generalnym wykonawcą Dekady w Żyrardowie, było przedsiębiorstwo Erbud. Budowa budynku kosztowała 16 milionów złotych.
Powierzchnia użytkowa centrum wynosi 5500 m², zaś kubatura wynosi 22700 m³. 
Do głównych najemców galerii należą: supermarket Delikatesy Centrum, H&M, CCC i RTV euro AGD.